# Apocheima pyri
Apocheima pyri là một loài bướm đêm trong họ Geometridae.